# Ernst Sieber (Fußballspieler)
Ernst Sieber (* 12. Januar 1920 in Fürth; † 15. April 2012 ebenda) war ein deutscher Fußballspieler. Der anfängliche Offensivspieler und spätere Defensivakteur hat zuerst von 1939 bis 1943 in der Gauliga Bayern und nach Ende des Zweiten Weltkriegs und Entlassung aus der Kriegsgefangenschaft ab 1947 bis 1953 als Aktiver der SpVgg Fürth in der Oberliga Süd 60 Ligaspiele für die Grün-Weißen absolviert und sechs Tore erzielt. Er gehörte auch 1949/50 der Fürther Meistermannschaft in der Oberliga Süd an.

## Laufbahn

### Anfänge und Gauliga Bayern, bis 1943
Als Schüler begann die Vereinslaufbahn 1933 in Nürnberg beim dortigen Reichsbahn SV. Das Ende seiner Zeit in der Jugend und die Anfänge im Seniorenbereich erlebte Sieber dann ab 1937 für zwei Jahre beim TV Fürth 1860, wo er in der Bezirksklasse, Gruppe Mittelfranken, die Arbeit des Ex-Nationalspielers Andreas Franz als Trainer kennen lernte. Im Mai 1939 wurde das Talent von Verantwortlichen der Spielvereinigung im Geismannbräustübl in der Bäumenstraße zum Wechsel an den Ronhof überredet. Bereits am 21. Mai lief er erstmals in der Fürther Kampfmannschaft auf. Die Spielvereinigung war Gast in Darmstadt und trat gegen eine dortige Stadtauswahl an. Das Spiel ging zwar mit 3:5 verloren, aber der auf Halbrechts auflaufende Neuzugang hatte nicht nur durch seine zwei Treffer überzeugt. Er hatte mit seiner Leistung auch den kritischen Georg Kennemann überzeugt, welcher zur nächsten Runde aber zum 1. FC Nürnberg wechselte.
In seiner Debütrunde in der Gauliga Bayern, 1939/40, erzielte er unter Trainer Hans Hagen und an der Seite von Mitspielern wie Hans Fiederer und Fritz Hack sieben Tore in 16 Rundenspielen und die Grün-Weißen belegten den 5. Rang. Neben dem Derby gegen den 1. FC Nürnberg ragte das Spiel am 24. März gegen den FSV Nürnberg heraus, als Sieber sich beim 3:0-Erfolg als dreifacher Torschütze auszeichnete. In der ersten Kriegsrunde wurde zuerst im September/Oktober 1939 eine Nürnberg-Fürther Meisterschaft ausgespielt, ehe dann ab dem 5. November 1939 bis April 1940 die Bayerische Kriegsmeisterschaft ausgetragen wurde. In seinem zweiten Jahr bei der Spielvereinigung steigerte sich Sieber auf 18 Tore und sein Verein belegte 1940/41 den 4. Rang in der Gauliga Bayern. Im Tschammerpokal gehörte er zu den Akteuren, welchen am 29. September 1940 ein 2:1-Erfolg gegen den FC Schalke 04 gelang. In seiner dritten Gauligarunde, 1941/42, wurde Fürth Vizemeister, drei Punkte hinter Meister FC Schweinfurt 05. Im Tschammerpokal verlor Sieber mit seinen Mannschaftskameraden aber bereits das Spiel am 19. Juli 1942 in der 1. Hauptrunde mit 1:4 bei Eintracht Frankfurt. Als Sieber mit Fürth in der Kriegsrunde 1942/43 mit 29:11 Punkten den 3. Rang erreichte, der „Club“ mit 40:0 Punkten die Meisterschaft errang, da hatte er nochmals 18 Tore erzielt. Dies war eine beachtliche Quote, denn die Grün-Weißen mussten die Runde ohne Nationalstürmer Hans Fiederer bestreiten, der durch einen Anschlag in Paris am 5. August 1942 auf die dortige Soldatenelf sein rechtes Bein verloren hatte und damit seine sportliche Laufbahn ein jähes Ende fand.
Für Sieber war nach Rundenende ebenfalls die Zeit mit dem Fußball vorbei. Durch seinen Wehrmachteinsatz zwischen dem 23. bis 27. Lebensjahr verlor er fünf Jahre in seinem Sport, lediglich unterbrochen durch einzelne Einsätze in der Soldatenmannschaft in Prag. Am Ende geriet er in englische Gefangenschaft woraus er 1947 in die Heimat entlassen wurde. Deshalb gehörte er auch nicht in den ersten zwei Jahren nach Ende des Zweiten Weltkriegs, 1945 bis 1947, der Fürther Mannschaft in der Oberliga Süd an.

### Oberliga Süd, 1947 bis 1953
Das erste Spiel in der Oberliga Süd bestritt der aus der Gefangenschaft heimgekehrte Leistungsträger der Gauligaära am 12. Oktober 1947 bei einer 0:3-Auswärtsniederlage beim FC Schweinfurt 05, wo er auf Halbrechts aufgelaufen war. Es wurde aber zu einer strapaziösen Runde die im Zeichen des Kampfes gegen den Abstieg stand, denn aus der 20er-Staffel stiegen am Rundenende zwecks Staffelreduzierung auf 16 Teilnehmer sechs Vereine in das Amateurlager ab. Auch der im Verlauf der Hinrunde das Traineramt übernommene Hans „Urbel“ Krauß und der ab Februar 1948 auflaufende Torjäger Horst Schade konnten Fürth nicht retten. Mit 31:45 Punkten, zwei Zähler weniger als der rettende 14. Rang, stiegen Sieber und seine Kameraden im Sommer 1948 aus der Oberliga Süd in das bayerische Amateurlager ab. Am 13. Juni 1948 hatte Fürth ausgerechnet beim Abstiegskonkurrenten VfB Mühlburg das Auswärtsspiel an der Karlsruher Honsellstraße unter äußerst umstrittenen Umständen mit 2:3 verloren. In der Läuferreihe war Fürth mit Sieber, Paul Vorläufer und Richard Gottinger dabei angetreten. Der eingelegte Fürther Protest über die Wertung des Spieles wurde aber in zwei Instanzen abgewiesen. Sieber hatte zumeist als rechter Außenläufer agierend, in 30 Ligaeinsätzen fünf Tore erzielt.
Im damals unmittelbaren Unterbau der Oberliga Süd, der Landesliga Bayern, gab es 1948/49 einen Zweikampf um die Meisterschaft zwischen Jahn Regensburg und der Spielvereinigung Fürth. Regensburg wurde Meister, Fürth mit 113:18 Toren Vizemeister. Beide Teams setzten sich in der Aufstiegsrunde durch und stiegen in die Oberliga Süd auf. Sieber hatte an der Seite des legendären Torschützenkönig Horst Schade (55 Tore) in 20 Ligaeinsätzen drei Tore beigesteuert.
Der Oberligarückkehrer spielte eine großartige Runde und gewann am Ende die Süddeutsche Meisterschaft. Sieber gehörte mit elf Einsätzen und einem Treffer nicht mehr dem engen Kreis der Stammelf an, aber immer noch zum Kreis der 1. Mannschaft. In der Endrunde um die deutsche Fußballmeisterschaft vertrat er die Fürther Farben dann in allen drei Spielen gegen STV Horst Emscher (3:2), FC St. Pauli (2:1) und im Halbfinale am 11. Juni 1950 in Frankfurt gegen den VfB Stuttgart (1:4). Die Mannschaft von Trainer Helmut Schneider war in der Defensive dreimal in der Formation mit Kurt Goth (Torhüter), Georg Frosch, Hans Plawky (Verteidiger), Kurt Helbig, Paul Vorläufer und Sieber in der Läuferreihe dabei angetreten.
Da er in den Jahren 1951 bis 1953 nur noch wenige Male in der ersten Mannschaft zum Einsatz kam, verstärkte er in dieser Zeit häufig die damals sehr spielstarke Reserve. Nach Siebers Ansicht hatte Trainer Schneider großen Anteil am damaligen Fürther Erfolg. Mit dem Einsatz am 12. April 1953 bei einer 2:4-Auswärtsniederlage gegen Viktoria Aschaffenburg endete die Oberligakarriere von Ernst Sieber. Die Fürther waren in der Abwehr mit Torhüter Karlheinz Höger, den Verteidigern Adolf Knoll und Herbert Erhardt, sowie in der Läuferreihe mit Karl Mai, Sieber und Richard Gottinger dabei angetreten.
In der Gauliga hatte er viele Tore erzielt. Darunter waren viele Elfmetertore, denn Ernst Sieber galt jahrelang als der sicherste Elfmeterschütze im Kleeblattdress. Neben seinem Torriecher zeichnete ihn vor allem sein körperloses Spiel aus, wodurch er nie verletzt und auch nie vom Platz gestellt wurde. Sieber war für die Spielvereinigung Fürth immer ein vorbildlicher, fairer Sportsmann gewesen. In seiner Laufbahn, darüber freute er sich besonders, gab es mehr Siege gegen den Club als Niederlagen. Seine Frau Martha heiratete er 1944, er hatte sie in der Damen-Handballmannschaft des Vereins kennen gelernt.

### Trainer
Zur Saison 1953/54 übernahm er den ASV Herzogenaurach als Spielertrainer. Nach sechs Jahren in Herzogenaurach übernahm er die BSG Schickedanz. Es glückten gute Erfolge. Die zweimalige Erringung der Bayerischen Firmenmeisterschaft waren dabei die Höhepunkte. Gelegentliche Spiele in der Traditions-AH der Spielvereinigung ließen die Kontakte zu vielen seiner ehemaligen Sportkameraden nicht abreißen.
Nach seiner Fußballerkarriere übte er beruflich verschiedene Positionen bei der Firma Schickedanz aus.